# Manifiesto de los obispos mexicanos (1859)
El catálogo de la Biblioteca Lafragua dice respecto del Manifiesto de los obispos de 1859: Lázaro de la Garza y Ballesteros  (Arzobispo de México), Clemente de Jesús Munguía (Obispo de Michoacán) et al. Manifestación que hacen al venerable clero y fieles de sus respectivas diócesis y a todo el mundo católico los Illmos. Señores Arzobispo de México y obispos de Michoacán, Linares, Guadalajara y el Potosí y el Sr. Dr. D. Francisco Serrano como representante de la mitra de Puebla, en defensa del clero y la doctrina católica, con ocasión del manifiesto y los decretos expedidos por el Sr. Lic. D. Benito Juárez en la ciudad de Veracruz en los días 7, 12  y 23 de julio de 1859. México, Imprenta de Andrade y Escalante, 1859. 38 p.
Fechada y firmada: México, 30 de agosto de 1859... Consideran que con los decretos... Benito Juárez llevó al extremo la persecución sistemática contra la Iglesia, iniciada por él cuando era ministro de Justicia, con la Ley de Desafuero Eclesiástico expedida el 23 de noviembre de 1855, por lo cual manifiestan sus opiniones contrarias a esos decretos y sobre la tenaz y larga persecución que sufría la Iglesia mexicana...
A mediados del siglo XIX, los firmantes de la carta pastoral eran la mitad de la hoy Conferencia del episcopado mexicano.   El 23 de noviembre de 1855 Benito Juárez promulgó la llamada Ley Juárez, también conocida como Ley de Desafuero, cuyo nombre oficial fue Ley de Administración de Justicia y Orgánica de los Tribunales de la Nación del Distrito y Territorios. Era la primera de las Leyes de Reforma. Suprimió los tribunales especiales lo que significó abolir los fueros militares y religiosos y plantear que los miembros del clero y del ejército que cometieran un delito fueran juzgados por los tribunales de asuntos civiles del Estado.
El Manifiesto de los obispos o Manifestación fue publicado en 1859, en plena guerra civil. Desde la época de Carlos III, en el último tercio del siglo XVIII, mucho antes de que adoptaran esos nombres, conservadores y liberales estaban enfrentados en una posición antagónica respecto a las relaciones entre la Iglesia y el Estado, el papel de ésta en la vida nacional, los bienes y fueros del clero, cuestiones que tras la consumación de la independencia en 1821, en especial después de los intentos reformistas anticlericales de 1833 y de la revolución de Ayutla, condujeron a enfrentamientos en los cuales ambos bandos buscaban la victoria definitiva. 
A raíz de la promulgación de la Constitución Federal de los Estados Unidos Mexicanos el 5 de febrero de 1857, se desató la Guerra de Reforma o de los Tres Años. En ese marco, estando el gobierno de Benito Juárez en 1859 en el puerto Veracruz, publicó nuevas disposiciones, que luego formaron parte de las Leyes de Reforma. Las que motivaron la Manifestación fueron: 
Manifiesto a la Nación: delineó las medidas que tomaría para acabar con esta guerra sangrienta y fratricida, así como para desarmar de una vez a esta clase (el clero) de los elementos que sirven de apoyo a su funesto dominio… (7 de julio).
Ley de Nacionalización de Bienes Eclesiásticos: fue más allá de la Ley Lerdo: nacionalizó los bienes de la Iglesia, no sólo los desamortizó, y los dejó al mejor postor, en vez de que pasaran a manos de los inquilinos. (12 de julio).
Ley de Matrimonio Civil: definió al matrimonio como un contrato civil frente al Estado, quitó la validez oficial al religioso y eliminó la intervención forzosa de los sacerdotes y el cobro de las iglesias. (23 de julio).
En su Manifestación los obispos se declararon contra estas disposiciones, contra la libertad de cultos y contra las faltas que le atribuyeron los liberales. Tras declararse inocente, el clero dio las razones por las que sus derechos debían hacerse válidos y se dijo objeto de calumnia en las Leyes de Reforma. Así, afirmó
La imparcialidad política del Episcopado y su interés decisivo por el bien de todos se han puesto en duda, no porque la hayan tenido los principales motores de la persecución a la Iglesia, sino porque sus tendencias, muy disfrazadas al principio, mas perceptibles enseguida, manifiestas después y descaradas al fin, han sido, no precisamente el establecimiento de tal o cual forma de gobierno, el triunfo de tal o cual idea exclusivamente política, sino la destrucción completa de catolicismo en México.
Además de la introducción, los obispos dividieron su documento en tres apartados: en el primero, mostraron su indignación contra quienes lucharon por fortalecer una política sin los vínculos que desde la Colonia unieron en México a la Iglesia y al Estado, con el objetivo único de disminuir el poder del clero.
En el segundo apartado, el episcopado definió su oposición a las Leyes de Reforma. Con fundamento en el derecho divino y en el que le otorgaba el ser la Iglesia de Jesucristo, pretendió poner en evidencia la injusticia y la improcedencia de los decretos, en los cuales se le señaló como la causante de todos los males que pesaban sobre México. 
Discutió la separación entre la Iglesia y el Estado, porque tanto el clero como el gobierno son instituciones que dependen de la potestad divina, tienen obligaciones y deberes mutuos, cuyo cumplimiento es ineludible a los ojos de Dios. El negar este vínculo, dice la Manifestación, sería tanto como desconocer la autoridad divina.
Acerca de la nacionalización de los bienes de la Iglesia, Juárez dijo que había que quitárselos porque abusaron de ellos en contra de la República. Los obispos argumentaron que eso era mentira, que la Iglesia jamás ha atentado contra la República usando estos bienes, y que no podían saquear su propiedad porque era ir en contra del clero, de la religión católica y de la ley de Dios.
Asimismo, afirmó el matrimonio civil contradecía la doctrina de la Iglesia al equipararlo con el sacramento del matrimonio.
Vio a la libertad de cultos como un enorme atentado contra de la ley de Dios y como la apertura a los cultos falsos. Además, definió a la supresión de las comunidades de religiosos como algo sacrílego contra la religión y la Iglesia.
En la tercera y última parte de la Manifestación el Episcopado refutó, uno por uno, los cargos contenidos en los considerandos de la ley de 12 de julio y condenó a la excomunión a quienes participaron en el proceso en contra suya.